# Lasse Norins orkester
Lasse Norins orkester var ett svenskt dansband i Mjölby som bildades 1983. Bandet upplöstes 1997.

## Historik
Lasse Norins orkester bildades hösten 1983 av Lasse Norin och Sven Harrysson. dansbandet byggde vidare på Sven Harryssons orkester. Medlemmarna från börjat var Lasse Norin, Bosse Dahlstrand, Anders Vegborn, Sven Harrysson, Göran Sanfridsson och Sune Hedström. De hade sitt första framträdanden på Mjölby stadshotell den 5 januari 1984 (trettondagsafton). Dansbandet hade omkring 100 spelningar per år. Bandet var under 1990-talet husband på TV4 Öst. De har även medverkar i radioprogrammet I afton dans. Lasse Norin lämnade bandet före 1988 och bildade bandet Stefan Bergs orkester. Lasse Norins orkester upplöste 1997.

## Medlemmar
- Björn Fredell, sång och gitarr.[1]
- Kent Andersson, saxofon, sång, synth och gitarr.[1]
- Per-Ove Ståhlknapp, Saxofon och synth.[1]
- Martin Rydh, gitarr.[1]
- Michael Trense, saxofon och synth.[1]
- Lasse Norin, saxofon.[1]
- Bengt Åkerfors, saxofon.[1]
- Bosse Dahlstrand, saxofon.[1]
- Anders Vegborn, gitarr och sång.[1]
- Sven Harrysson, synth och dragspel.[1]
- Göran Sanfridsson, bas.[1]
- Per Olov Wernland, bas.[1]
- Sune Hedström, trummor och sång.[1]
- Svante Sigurdsson, saxofon och synth.[1]

## Diskografi
- 1987 - Dansvänligt så klart![2]

- 1988 - Kom å se[3]